# Софіївська сільська рада (Носівський район)
Софі́ївська сільська́ ра́да — колишня адміністративно-територіальна одиниця та орган місцевого самоврядування в Носівському районі Чернігівської області. Адміністративний центр — село Софіївка.

## Загальні відомості
Софіївська сільська рада утворена у 1920 році.
05.02.1965 Указом Президії Верховної Ради Української РСР передано сільради Бобровицького району: Ганнівську та Софіївську — до складу Носівського району.
- Територія ради: 21,706 км²
- Населення ради: 376 осіб (станом на 2001 рік)

## Населені пункти
Сільській раді підпорядковані населені пункти:
- с. Софіївка
- с. Вишневе

## Склад ради
Рада складається з 12 депутатів та голови.
- Голова ради: Бузина Микола Володимирович
- Секретар ради: Багнюк Надія Миколаївна

### Керівний склад попередніх скликань
| Прізвище, ім'я, по батькові  | Основні відомості                                                                                  | Дата обрання | Дата звільнення |
| ---------------------------- | -------------------------------------------------------------------------------------------------- | ------------ | --------------- |
| Салівон Олександр Васильович | Сільський голова, 1959 року народження                                                             | 26.03.2006   | 19.01.2010      |
| Бузина Микола Володимирович  | Сільський голова, 1969 року народження, освіта вища, член Всеукраїнського об'єднання «Батьківщина» | 31.10.2010   |                 |

Примітка: таблиця складена за даними сайту Верховної Ради України

### Депутати
За результатами місцевих виборів 2010 року депутатами ради стали:

#### За суб'єктами висування
| Суб'єкт висування | Кількість обраних депутатів | %  |
| ----------------- | --------------------------- | -- |
| Партія регіонів   | 9                           | 75 |
| Самовисування     | 3                           | 25 |

#### За округами
| № округу        | Прізвище, ім'я, по батькові    | Дата визнання обраним | Освіта             | Партійна приналежність | Відомості про обраного депутата             |
| --------------- | ------------------------------ | --------------------- | ------------------ | ---------------------- | ------------------------------------------- |
| Партія регіонів |                                |                       |                    |                        |                                             |
| 1               | Кривошей Валентин Іванович     | 02.11.2010            | середня            | позапартійний          | ЗАТ «Нива», охоронець                       |
| 2               | Вальченко Василь Іванович      | 02.11.2010            | середня            | позапартійний          | пенсіонер                                   |
| 3               | Лунько Світлана Іванівна       | 02.11.2010            | середня            | позапартійна           | Софіївське відділення зв'язку, завідувачка  |
| 4               | Ткаченко Микола Григорович     | 02.11.2010            | середня спеціальна | позапартійний          | тимчасово не працює                         |
| 6               | Коваленко Володимир Васильович | 02.11.2010            | середня            | позапартійний          | тимчасово не працює                         |
| 8               | Чобану Оксана Вікторівна       | 02.11.2010            | середня            | позапартійна           | фізична особа-підприємець                   |
| 9               | Іваницька Віта Юріївна         | 02.11.2010            | середня            | позапартійна           | тимчасово не працює                         |
| 10              | Багнюк Надія Миколаївна        | 02.11.2010            | середня            | позапартійна           | Софіївська сільська рада, секретар          |
| 11              | Іваницька Лідія Анатоліївна    | 02.11.2010            | середня            | позапартійна           | Софіївська сільська рада, бухгалтер         |
| Самовисування   |                                |                       |                    |                        |                                             |
| 5               | Салівон Катерина Павлівна      | 02.11.2010            | середня спеціальна | позапартійна           | пенсіонер                                   |
| 7               | Прилуцька Ірина Миколаївна     | 02.11.2010            | середня спеціальна | позапартійна           | Софіївська сільська бібліотека, завідувачка |
| 12              | Прошак Йосип Олександрович     | 02.11.2010            | середня            | позапартійний          | пенсіонер                                   |